# Reino Wajo
O Reino Wajo era uma antiga monarquia na Indonésia fundada por volta pelos Bugis no sul das Celebes. Hoje é uma Regência na província de Celebes do Sul da Indonésia.

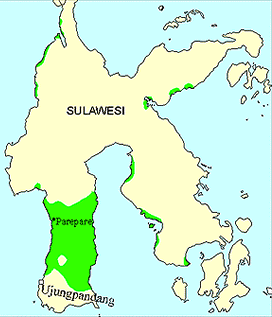
Mapa mostrando zonas povoadas por Bugis na ilha Celebes

.

## História
O nome ”Wajo”, assim como aqueles dos demais importantes reinos Bugis ou Makassares, como os de Bone, de Gowa ede Tallo, não são mencionados na epopéia bugis Sureq Gakligo, cujos fragmentos datam datariam do século XVIII.  Hoje o kabupaten de Wajo é um departamento das Celebes do Sul. 